# 3月5日
3月5日是阳历一年中的第64天（闰年是第65天），离全年的结束还有301天。

## 大事记

### 19世紀以前
- 363年：罗马帝国皇帝尤里安率军九万人自安条克出发征讨萨珊波斯。
- 1420年：唐赛儿在益都（今青州）举事，唐赛儿民变发生。
- 1496年：英格蘭國王亨利七世為乔瓦尼·卡博托頒發專利特許證，支持其尋找新大陸。
- 1616年：天主教會將波蘭天文學家尼古拉·哥白尼的地動說著作《天體運行論》列為禁書。
- 1770年：駐防北美十三州的英國軍隊在波士頓開槍殺害5名平民，最終導致美國革命爆發。

### 19世紀
- 1824年：英国军队与缅甸贡榜王朝军队在若开邦发生边界冲突，第一次英缅战争爆发。
- 1836年：塞繆爾·柯爾特发明左轮手枪。
- 1860年：意大利统一：帕尔马公国、托斯卡纳大公国和罗马涅经公民投票，同意加入撒丁王国。
- 1868年：美国总统安德鲁·约翰逊遭弹劾。

### 20世紀
- 1905年：日俄战争：俄罗斯在遭受惨重损失后，从中国东北撤军。
- 1908年：（清光緒三十四年二月初三）上海第一條有軌電車通車，從靜安寺到上海總會（今廣東路外灘），長6.04公里[1]。
- 1912年：意土战争：意大利首次在战争使用空军。
- 1918年：苏维埃俄国自圣彼得堡迁都莫斯科。
- 1918年：孙中山电召蒋介石前往广州，并委以重任。
- 1927年：毛泽东的《湖南农民运动考察报告》发表。
- 1933年：大萧条：美国总统富兰克林·罗斯福宣布该日为全国银行假期，冻结所有金融交易。
- 1933年：德国纳粹党在國會大選中获得44%的议会席位，希特勒获得组阁权。
- 1936年：英国研制的喷火战斗机原型机在南安普敦首次试飞，为第二次世界大战欧洲战区主要机种。
- 1940年：苏联高层下令对波兰投降人员进行屠杀，史称“卡廷大屠杀”。
- 1941年：大日本帝國外交官松岡洋右訪問盟友納粹德國，元首希特勒向松岡抱怨日本應盡快進攻香港、新加坡等英國殖民地。
- 1942年：納粹德國海軍元帥雷德尔支持日本軍隊搶佔馬達加斯加。[2]
- 1942年：蕭士塔高維奇第七號交響曲於古比雪夫首演。
- 1946年：英国首相温斯顿·邱吉尔在美国发表著名的「铁幕」演说，标志着冷战的开始。
- 1955年：猫王首次登上电视。
- 1958年：广西壮族自治区正式成立。
- 1960年：古巴攝影師阿爾貝托·科爾達拍攝了馬克思主義革命家切·格瓦拉的標誌性照片《英勇的游擊隊員》。
- 1966年：英国海外航空911号班机在富士山上空解体坠毁，造成机上124人全部丧生。
- 1970年：为了防止核子武器扩散，由联合国发起、43个国家批准的《核武禁扩条约》正式生效。
- 1974年：第四次中东战争：以色列开始自苏伊士运河西岸撤军。
- 1976年：马哈迪·莫哈末任职马来西亚副首相。
- 1979年：中越边境战争：中國人民解放军开始从越南撤回中国境内。
- 1979年：美国太空探测器近距离飞掠木星，在这期间还发现木星的卫星木卫十四。
- 1982年：蘇聯金星計劃探測器金星14號下降著陸器經釋放進入金星大氣層，成功登陸金星表面。
- 1984年：欧洲空间局研制的亞利安系列運載火箭在圭亚那的库鲁航天中心发射成功[來源請求]。
- 1989年：拯救臭氧层世界大会召开。[3]
- 1989年：西藏拉萨发生严重骚乱事件。
- 1991年：波斯灣戰爭：伊拉克释放所有战俘。
- 1998年：美国科学家宣布在月球表面陨石坑深处发现水。

### 21世紀
- 2001年：澳門警察出動特別行動組營救澳門立法會議員、葡萄牙籍大律師華年達。
- 2006年：第78屆奧斯卡金像獎頒獎典禮舉行，台灣導演李安執導的《斷背山》獲得最佳導演、最佳改編劇本、最佳原創配樂等三項大獎。
- 2013年：朝鮮單方面宣布於1953年簽訂的《朝鮮停戰協定》將於同年3月11日完全無效，並中斷板門店朝美軍事熱線。

## 出生
- 1133年：亨利二世，英格兰国王（1189年逝世）
- 1324年：大卫二世，苏格兰国王（1371年逝世）
- 1326年：拉約什一世，匈牙利國王、波蘭國王（1382年逝世）
- 1574年：威廉·奧特雷德，英國數學家、聖公會牧師（1660年逝世）
- 1853年：霍華德·皮爾，美國插畫家、作家（1911年逝世）
- 1855年：索菲，奥地利帝国女大公（1857年逝世）
- 1871年：羅莎·盧森堡，波蘭裔德國馬克思主義政治家（1919年逝世）
- 1880年：謝爾蓋·納塔諾維奇·伯恩施坦，俄羅斯數學家（1968年逝世）
- 1897年：宋美齡，蒋介石夫人（2003年逝世）
- 1898年：周恩来，中國政治家、外交家，中國共產黨領導人，中华人民共和国国务院总理（1976年逝世）
- 1898年：大川美佐緒，日本超級人瑞（2015年逝世）
- 1903年：馬有岳，台灣企業家、政治人物（1966年逝世）
- 1904年：裴文中，中國考古學家（1982年逝世）
- 1909年：蘇丹·夏赫里爾，印尼政治人物，首任印尼總理（1966年逝世）
- 1910年：安藤百福，台裔日本企業家，泡麵的發明者（2007年逝世）
- 1914年：江青，中國現代政治家、演員（1991年逝世）
- 1915年：洛朗·施瓦茨，法國數學家（2002年逝世）
- 1922年：皮耶·保羅·帕索里尼，意大利電影導演（1975年逝世）
- 1925年：勒罗伊·乔列特，美國職業籃球運動員（1998年逝世）
- 1934年：丹尼尔·卡尼曼，以色列裔美國心理學家，2002年諾貝爾經濟學獎得主（2024年逝世）
- 1935年：童祥苓，中國京劇表演藝術家（2024年逝世）
- 1936年：狄恩·史達威爾，美國電影、電視劇演員（2021年逝世）
- 1937年：奧盧塞貢·奧巴桑喬，奈及利亞政治人物，第5任、第12任奈及利亞總統
- 1938年：中島誠之助，日本古董商、鑑定家、綜藝節目藝人
- 1940年：馬漢茂，德國漢學家、翻譯家（1999年逝世）
- 1941年：亞蘭·波布里爾，法國音樂劇填詞人、歌劇劇本作者
- 1943年：克里斯提安·富勒，德国新教牧师、星期一示威發起人（2014年逝世）
- 1944年：似鳥昭雄，日本企業家，宜得利創辦人
- 1944年：伊莉莎白·巴丹戴爾，法國女權主義作家、歷史學家
- 1949年：貝爾納·阿爾諾，法國商人，頂級奢侈品公司酩悅軒尼詩路易威登集團董事長與CEO
- 1953年：曹惠貞，韓國女子排球運動員（2024年逝世）
- 1953年：迈克尔·桑德尔，美國政治哲學家
- 1954年：若昂·洛倫索，安哥拉政治人物，現任安哥拉總統
- 1955年：汪洋，中國政治人物，前任中華人民共和國國務院副總理
- 1959年：北条司，日本漫畫家
- 1960年：成田美名子，日本漫畫家
- 1961年：帕特里克·格爾辛格，美國半導體公司Intel前執行長
- 1962年：許長國，香港保齡球手（2003年逝世）
- 1964年：约书亚·本希奥，加拿大計算機科學家
- 1965年：楊玉梅，香港女藝人
- 1966年：封从德，八九民运领袖
- 1969年：王定宇，第9~11屆臺南市第六選舉區立法委員，臺南市第15~16屆市議員 、第一屆臺南直轄市議員[4][5]
- 1970年：渡瀨悠宇，日本漫畫家
- 1970年：約翰·伏許安，美國吉他手、歌手、詞曲創作人、唱片製作人，嗆辣紅椒合唱團吉他手
- 1970年：亞歷山大·武契奇，塞爾維亞政治人物，現任塞爾維亞總統
- 1971年：尤里·洛文塔爾，美國男性配音員、製片人、編劇
- 1971年：克里斯·布朗，美國商人、政治人物
- 1973年：尤代·乔普拉，印度演員
- 1975年：唐林，台灣藝人
- 1977年：李慧珍，中國女歌手
- 1978年：陳君宜，香港女模特兒
- 1978年：B·N·F，日本股票當沖客
- 1979年：吳亦帆，台灣女歌手
- 1980年：黃馨，香港女歌手
- 1980年：山田瑪利亞，日本女演員
- 1982年：潘威倫，台灣中華職棒投手
- 1984年：蘇醒，中國男歌手
- 1984年：吳思顏，台灣女藝人
- 1984年：林采薇，台灣女歌手、演員、女子組合天气女孩成員
- 1985年：洪子涵，台灣歌手
- 1985年：松山研一，日本男演員
- 1987年：韋禮安，台灣歌手
- 1987年：莉亞·卡浦爾，印度女商人和製片人
- 1988年：施幸余，香港游泳運動員
- 1991年：羅元湘，華裔美國配音員
- 1991年：丹尼爾·特里福諾夫，俄羅斯鋼琴家、作曲家
- 1992年：知花梅莎，日本AV女優
- 1994年：金明俊，韓國男子偶像團體ASTRO成員
- 1995年：許凱，中國演員
- 1995年：張馳豪，香港唱作男歌手及演員
- 1996年：遠野光，日本女性聲優
- 1996年：泰萊·瑪麗·希爾，美國女模特兒
- 1997年：崔裕姝，韓國女子偶像團體Cherry Bullet成員
- 1997年：矢野妃菜喜，日本女性聲優、歌手、演員
- 1997年：今田美櫻，日本女演員、模特兒、寫真偶像
- 1998年：李柄坤，韓國男子偶像團體CIX隊長
- 1998年：尤絲拉·馬爾迪尼，敘利亞女子游泳運動員
- 1998年：康納·哈澤德，北愛爾蘭職業足球運動員
- 1999年：金藝琳，韓國女子偶像團體Red Velvet成員
- 1999年：鈴木絢音，日本女子偶像團體乃木坂46成員
- 1999年：麥狄森·碧兒，美國女歌手、詞曲作家
- 2002年：王星越，中國男演員
- 2005年：蕭豫玟，臺灣女子籃球運動員
- 2007年：羅曼·格里芬·戴維斯，英國童星演員

## 逝世
- 1275年：史天泽，元朝名将，曾任元朝右丞相（1202年出生）
- 1588年：亨利一世·德·波旁，法國胡格諾派政治人物（1522年出生）
- 1611年：島津義久，日本战国大名（1533年出生）
- 1815年：法蘭茲·梅斯梅爾，奥地利医生，催眠术发明者（1734年出生）
- 1827年：，意大利物理学家，电池发明者（1745年出生）
- 1827年：皮埃尔-西蒙·拉普拉斯，法国天文学家、数学家、物理学家（1749年出生）
- 1877年：J·R·基洛哈，夏威夷族美國聯邦軍士兵
- 1895年：罗林森，英国考古学家（1810年出生）
- 1925年：約翰·延森，丹麥數學家、工程師（1859年出生）
- 1925年：高君宇，中国共产党早期领导人（1896年出生）
- 1940年：蔡元培，中国著名教育家（1868年出生）
- 1941年：藤根吉春，日本農學家（1865年出生）
- 1945年：蔡东藩，中国历史学家及作家（1877年出生）
- 1950年：埃德加·李·马斯特斯，美国诗人（1868年出生）
- 1953年：约瑟夫·斯大林，苏共中央总书记，苏联最高领导人[6]（1878年出生）
- 1953年：谢尔盖·普罗科菲耶夫，苏联作曲家（1891年出生）
- 1965年：陈诚，中國國民黨元老、前中華民國副總統及行政院長（1898年出生）
- 1966年：安娜·阿赫玛托娃，俄羅斯诗人（1889年出生）
- 1967年：穆罕默德·摩萨台，伊朗政治人物，第60、62任伊朗首相（1882年出生）
- 1970年：遇罗克，中国社会运动家（1942年出生）
- 1982年：海因茨·赫克，德國動物學家（1894年出生）
- 1982年：約翰·貝魯西，美国男演员（1949年出生）
- 1984年：威廉·鲍威尔，美国男演员（1892年出生）
- 1990年：孙敬修，中国儿童教育家（1901年出生）
- 1997年：戴斯德，香港前輔政司（1915年出生）
- 1999年：湯姆·丹寧，英國退伍軍人、法學家、法官、大律師（1899年出生）
- 2008年：约瑟夫·维森鲍姆，德裔美国计算机科学家（1923年出生）
- 2013年：烏戈·查維茲，委內瑞拉政治人物，前任委內瑞拉總統（1954年出生）
- 2016年：哈桑·图拉比，苏丹宗教领袖（1932年出生）
- 2019年：张春华，中国京剧演员（1925年出生）
- 2019年：褚时健，中国企业家，原红塔集团董事长（1928年出生）
- 2021年：莊凌芸，台灣女歌手（1999年出生）
- 2023年：笹原正三，日本男子摔跤運動員（1929年出生）
- 2023年：克勞斯·邦薩克，德國男子雪橇運動員（1941年出生）
- 2023年：木村貴宏，日本動畫師、插畫家、人物設計師（1964年出生）
- 2025年：弗雷德·施托勒，澳大利亞男子網球運動員（1938年出生）
- 2025年：西尔维斯特·特纳，美國律師、政治人物（1954年出生）

## 节假日和习俗
- 中国：学雷锋日
- 中華民國：童軍節
- 日本：巫女日。取自於巫女的日文發音，並以3（み）、5（こ）的日文念法，而決定這一天為巫女日。[來源請求]